# Piptochaetium avenacioides
Piptochaetium avenacioides là một loài thực vật có hoa trong họ Hòa thảo. Loài này được (Nash) Valencia & Costas miêu tả khoa học đầu tiên năm 1968.